# Gérald Métroz
Gérald Métroz, né le 16 mai 1962 à Martigny, est un sportif handisport suisse.

## Biographie
À la suite d'un accident de train à la gare de son village de Sembrancher, il perd ses deux jambes en 1964.
Après avoir été journaliste sportif, président de club, entraîneur, auteur de livres sur le hockey international, il est président et fondateur de la société GMSC (Gerald Metroz Sports Consulting).
Sportif d'élite, il participe aux Jeux paralympiques d'été de 1996 à Atlanta. Un livre ainsi qu'un film documentaire lui sont consacrés.